# Saison 2008-2009 du Valenciennes FC
Maillots
Chronologie
Saison précédente Saison suivante
La saison 2008-2009 du Valenciennes FC est la troisième saison consécutive du club en Ligue 1.
Le club présidé par Francis Decourrière et entraîné par Antoine Kombouaré enregistre à l'intersaison le départ notable de son buteur Steve Savidan.

## Résumé de la saison

### Championnat

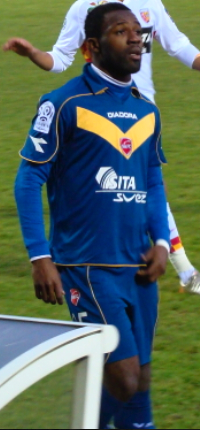
Siaka Tiéné

L'intersaison 2008 est marquée par un important renouvellement de l'effectif. Le VAFC a perdu son buteur Steve Savidan ainsi que son capitaine Abdeslam Ouaddou. Le mercato est marqué par important échange de joueurs avec le RC Lens qui vient de descendre en Ligue 2.
Le 20 août, lors d'un entrainement David Sommeil est victime d'un malaise cardiaque qui mettra un terme à sa carrière de footballeur.
Les résultats sportifs ne sont pas bons (aucune victoire de la 4e à la 18e journée) et le club pointe à une inquiétante dernière place au soir de la 17e journée. À l'automne, sous la pression des résultats Francis Decourrière crée un poste de directeur sportif, réduisant le champ d'intervention d'Antoine Kombouaré, auquel il renouvelle toutefois sa confiance. Ce poste ne sera finalement occupé que lors de la saison suivante et sera confié à Henri Zambelli.
L'arrivée de Jean-Claude Darcheville lors du mercato hivernal fait du bien à l'équipe. Elle commence à obtenir de meilleurs résultats et finit par sauver sa place en Ligue 1 en terminant à une honorable 12e place.
| Bilan des matchs |    |    |    |    |    |    |    |    |    |    |    |    |    |    |    |    |    |    |    |    |    |    |    |    |    |    |    |    |    |    |    |    |    |    |    |    |    |    |
| Journée          | 01 | 02 | 03 | 04 | 05 | 06 | 07 | 08 | 09 | 10 | 11 | 12 | 13 | 14 | 15 | 16 | 17 | 18 | 19 | 21 | 22 | 23 | 24 | 20 | 25 | 26 | 27 | 28 | 29 | 30 | 31 | 32 | 33 | 34 | 35 | 36 | 37 | 38 |
| Lieu             | D  | E  | D  | E  | D  | E  | D  | E  | D  | E  | D  | E  | D  | E  | D  | E  | E  | D  | E  | E  | D  | E  | D  | D  | E  | D  | E  | D  | E  | D  | E  | D  | E  | D  | D  | E  | D  | E  |
| Résultat         | V  | D  | V  | D  | N  | D  | D  | D  | D  | D  | N  | N  | D  | D  | N  | N  | D  | V  | N  | N  | V  | N  | N  | V  | N  | V  | N  | V  | N  | V  | D  | D  | N  | V  | D  | N  | V  | D  |
| Points           | 3  | 3  | 6  | 6  | 7  | 7  | 7  | 7  | 7  | 7  | 8  | 9  | 9  | 9  | 10 | 11 | 11 | 14 | 15 | 16 | 19 | 20 | 21 | 24 | 25 | 28 | 29 | 32 | 33 | 36 | 36 | 36 | 37 | 40 | 40 | 41 | 44 | 44 |
| Class.           | 8  | 13 | 5  | 8  | 11 | 15 | 16 | 16 | 17 | 19 | 18 | 18 | 20 | 20 | 19 | 20 | 20 | 18 | 18 | 18 | 16 | 18 | 17 | 18 | 17 | 16 | 15 | 13 | 13 | 11 | 12 | 14 | 15 | 13 | 14 | 14 | 11 | 12 |

### Coupe de la Ligue
Valenciennes est éliminé dès les 1/16 de finale par le Vannes Olympique (3-3, tab 5-4).
La Finale se déroule le samedi 25 avril 2009 au Stade de France et voit les Girondins de Bordeaux battre le Vannes Olympique (4-0).

### Coupe de France
Valenciennes est éliminé dès les 1/32 de finale par le Toulouse FC (0-0, tab 5-4).
La Finale se joue le samedi 9 mai 2009 au Stade de France et voit l'En Avant de Guingamp battre le Stade rennais (2-1).

## Transferts

### Mercato d'été
| Type de transfert | Nom                | Contrat             | Provenance / Destination    |
| Arrivées          | Siaka Tiéné        | Transfert           | AS Saint-Étienne (Ligue 1)  |
| Arrivées          | Milan Biševac      | Transfert           | RC Lens (Ligue 2)           |
| Arrivées          | Gaël Danic         | Transfert           | ES Troyes AC (Ligue 2)      |
| Arrivées          | Luigi Pieroni      | Transfert           | FC Nantes (Ligue 1)         |
| Arrivées          | Rafael             | Transfert           | Lille OSC (Ligue 1)         |
| Arrivées          | Seïd Khiter        | Transfert           | RC Lens (Ligue 2)           |
| Arrivées          | Jonathan Lacourt   | Transfert           | RC Lens (Ligue 2)           |
| Arrivées          | Jean-Louis Leca    | Transfert           | SC Bastia (Ligue 2)         |
| Arrivées          | Jacques Abardonado | Transfert           | FC Nuremberg (Bundesliga)   |
| Arrivées          | Filip Šebo         | Transfert définitif | Glasgow Rangers (SPL)       |
| Départs           | Steve Savidan      | Transfert           | SM Caen (Ligue 1)           |
| Départs           | Sébastien Roudet   | Transfert           | RC Lens (Ligue 2)           |
| Départs           | Guillaume Rippert  | Transfert           | FC Metz (Ligue 2)           |
| Départs           | Geoffrey Doumeng   | Transfert           | RC Lens (Ligue 2)           |
| Départs           | Éric Chelle        | Transfert           | RC Lens (Ligue 2)           |
| Départs           | Abdeslam Ouaddou   | Transfert           | AS Nancy-Lorraine (Ligue 1) |
| Départs           | Williams Martínez  | Prêt                | Stade de Reims (Ligue 2)    |

### Mercato d'hiver
| Type de transfert | Nom                     | Contrat   | Provenance / Destination |
| Arrivées          | Jean-Claude Darcheville | Transfert | Glasgow Rangers (SPL)    |

## Structures du club

### Stade
Le VAFC évolue au stade Nungesser d'une capacité de 16 547 places. La moyenne annuelle de spectateurs est de 12.866. La meilleure affluence est enregistrée lors de la 9e journée, avec la venue de Marseille (16 192 spectateurs).

### Centre d'entrainement
Les joueurs bénéficient depuis cette saison d'un nouveau centre d'entrainement au Mont-Houy.

### Équipementier et sponsors
Valenciennes arbore un maillot à scapulaire et reste équipé par Diadora.
Toyota est le sponsor principal maillot alors que SITA-Suez est apposé au revers sous les numéros des joueurs. Les positions des sponsors sont inversées sur les maillots extérieurs.
La ville de Valenciennes, Valenciennes Métropole et la Région Nord-Pas-de-Calais sont les partenaires institutionnels.